# 177157 Skoffelza
177157 Skoffelza è un asteroide della fascia principale. Scoperto nel 2003, presenta un'orbita caratterizzata da un semiasse maggiore pari a 2,3575738 au e da un'eccentricità di 0,1859989, inclinata di 2,80085° rispetto all'eclittica.